# Західно-Сибірський військовий округ
За́хідно-Сибі́рський військо́вий о́круг (ЗСВО) — одиниця військово-адміністративного поділу в Російській імперії, а згодом в СРСР, один з військових округів, що існував у 1918, 1920, 1922–1924 та 1945–1956. Управління округу знаходилося в містах Омську та Новосибірську.

## Історія

### Російська імперія
Округ заснований під час проведення військово-окружної реформи Д. О. Мілютіна у квітні 1865. Командувач військами округу (до реформи командир Окремого Сибірського корпусу) одночасно займав посаду Західно-сибірського генерал-губернатора (генерал-губернатора Західного Сибіру) (посада заснована 22 липня 1822, скасована 25 травня 1882) і військового наказного отамана Сибірського козацького війська.
До складу округу входили: Тобольська та Томська губернії, Область сибірських киргизів (центр — Омськ; з 21 жовтня 1868 — Акмолінськая область).
Округ перейменований на Омський військовий округ 25 травня 1882 року (Західно-Сибірське генерал-губернаторство скасоване цього ж дня).
До складу нового округу додатково були включені Семипалатинська і Семиреченська області.

#### Командування
- Командувачі:
  - генерал від інфантерії О. О. Дюгамель (4 квітня 1865  — 28 жовтня 1866);
  - генерал-ад'ютант, генерал-лейтенант (з 30 серпня 1869  — генерал від інфантерії) О. П. Хрущев (28 жовтня 1866  — 1 січня 1875);
  - генерал-ад'ютант, генерал-лейтенант (з 16 квітня 1878  — генерал від кавалерії) М. Г. Казнаков (1 січня 1875  — 19 лютого 1881);
  - генерал-лейтенант Г. В. Мещерінов (19 лютого 1881  — 25 травня 1882)

### СРСР
Західно-Сибірський військовий округ був утворений 4 травня 1918 року на території, що включала Тобольську та Алтайську губернії, а також Семипалатинську область. Надалі округ формувався кілька разів та територія округу неодноразово змінювалася. Управління округу знаходилося в Омську (1920, 1922) і Новосибірську.

#### Командування
- Командувачі:
  - 1918  — І. Л. Коган
  - 1920  — С. В. Мрачковський
  - 1922—1924  — М. М. Петін
  - 1924  — Я. П. Гайліт
  - 1945—1946 — генерал-лейтенант В. М. Курдюмов.
  - 1946—1953 — генерал армії А. І. Єрьоменко
  - 1953—1956 — генерал-полковник М. П. Пухов